# Claude Cholat
 (février 2020).
Pour les articles homonymes, voir Cholat.
Claude Cholat était un marchand de vin de Paris, écrivain, dessinateur et peintre vivant à l'époque de la Révolution française.

## La prise de la Bastille
Il participa activement à la prise de la Bastille le 14 juillet 1789 aux côtés des émeutiers, et en fit le récit dans un livre, Service fait à l’attaque et la prise de la Bastille.
On connait de lui un tableau, le Siège de la Bastille, qui représente en effet son témoignage de cet évènement considéré comme emblématique de la Révolution française.
Dans ce tableau, il se représenta lui-même, dirigeant un canon vers la forteresse de la Bastille, et il fit également apparaître divers compagnons auxquels il voulait rendre hommage, dont l'évêque révolutionnaire Claude Fauchet qui participa à la reddition du gouverneur de la Bastille Bernard-René Jourdan de Launay.
Claude Cholat offrit ce tableau à l'Assemblée nationale constituante le 29 septembre 1791. Il est aujourd'hui conservé au Musée Carnavalet à Paris.